# Nekki
Nekki é uma editora, desenvolvedora e publicadora russa de jogos eletrônicos para disposetivos móveis, computadores, consoles e outras plataformas. Atualmente a empresa mudou todas as operações para Limassol, Chipre em 2016. A Nekki é famoso por desenvolver e criar jogos das séries Shadow Fight e Vector juntamente com a Banzai Games. A empresa foi fundada em 2002 por Dmitry Terekhin, que também é o atual CEO da empresa. A palavra Nekki, é uma palavra japonesa que significa 'entusiasmo'. O lema de Nekki é “Nós criamos emoções!”.

## Jogos Lançados
- Shadow Fight
- Shadow Fight 2
- Shadow Fight 2: Special Edition
- Shadow Fight 3
- Shadow Fight 4: Arena
- Vector (Descontinuado)
- Vector Classic (Anteriormente chamado de Vector Full)
- Vector 2 (Descontinuado)
- Banzai Surfer
- Beat Da Beat
- Jackpot Cruise Slots
- Tiny Bouncer
- Space Warriors: The Origin
- 11x11: Football Manager
- Lintrix
- Vector (2025)
- Spine (em desenvolvimento)

Vector em 2012, Shadow Fight 2 em 2014 e finalmente, Shadow Fight 3. lançado em 2017, foram baixados mais de 100 milhões de vezes na Google Play Store. Além disso, Shadow Fight 3 foi citado como um dos melhores jogos para celular no ano em que foi lançado. Vector (2025) é uma nova edição  com novos menus, alguns modos novos, personagens etc...
Vector Full foi renomeado para Vector Classic, ele continua pago e com os mesmos menus e outros itens clássicos.
Vector 2 não existe mais na Play Store e App Store. A Nekki não se pronunciou sobre, possivelmente será juntado com Vector (2025).